# 空が鳴っている/女の子は誰でも
「空が鳴っている／女の子は誰でも」（そらがなっている／おんなのこはだれでも）は、2011年5月11日にEMIミュージック・ジャパンより発売された日本のバンド・東京事変の7枚目のシングル。当初は2011年2月23日に発売される予定だったが、後述する諸事情により発売が延期された。

## 概要
東京事変が2012年2月29日に解散したためにバンドとして最後のCDシングルとなった作品。またボーカルの椎名林檎にとってはソロとバンドを通じて初の両A面シングルである。両曲とも児玉裕一監督によるミュージック・ビデオが製作され、同年発売のミュージック・ビデオ集『CS Channel』に収録された。
ダブル・タイアップ・シングルとなっており、収録曲それぞれに椎名林檎がイメージキャラクターを務め、CMにも出演する企業CMのタイアップが付いている。「空が鳴っている」は江崎グリコ「ウォータリングキスミント」の、「女の子は誰でも」は資生堂「マキアージュ」のCMソングに起用された。
初回生産分のみ特典として「東京事変 live tour 2011 コンサート」のチケット先行抽選受付シリアルナンバー封入。

### 発売延期
本作は当初、2011年2月23日に発売される予定であったが、2月10日にメンバーの刄田綴色が公務執行妨害の現行犯で逮捕されていたことが2月12日に判明。同日夜、本作の発売延期及び、東京事変としてのプロモーション活動を自粛する旨が公式ホームページにて発表された。一部雑誌にインタビューが掲載されたのを除き、2月18日・25日と二週連続での出演が予定されていたテレビ朝日系「ミュージック・ステーション」の出演をキャンセルするなどバンドとしての活動はすべて中止となった。
CMタイアップについては、各社に「椎名林檎」の個人名義でのオンエア対応を検討してもらうために椎名をはじめとする4人のメンバー、EMI制作ディレクターの山口一樹、黒猫堂スタッフらが集まり、メンバーが持ち寄ったアレンジ・デモをもとに夜を徹して2社に提示する素材づくりを行った。結果として、2社のCMはこの日制作されたバージョンでの差し替えが決定。2月8日より放送されていた「空が鳴っている」をCMソングとして使用する江崎グリコ「ウォータリングキスミント」のCMは、16日より名義を「椎名林檎」とした上で「空が鳴っている〜深海版〜」というアレンジの異なるバージョンの音源に差し替えられた。また「女の子は誰でも」を使用して20日より放送予定であった資生堂「マキアージュ」のCMについても同様の処置がとられ、別バージョンの「女の子は誰でも〜素肌編〜」が使用されることになった。謹慎明け後は本来の事変バージョンに順次切り替えられた。

## 制作の背景
「空が鳴っている」はグリコ「ウォータリングキスミント」CMソング第4弾の候補曲の一つだったが、満場一致で提供が決まった。作曲は亀田誠治だが、それまでバンドに提供してきた『閃光少女』や『透明人間』とは異なる、明るさだけではなくて翳りや冷たさやその中にある熱量のようなものを感じ取りながら作った曲。亀田のデモは弾き語りですごくシンプルなので曲の核となるものが見えやすく、メンバーの伊澤一葉は初めからピアノではなくギターを手にするなど、アレンジはこれしかないという感じですぐに決まった。もともと東ヨーロッパのような寒々とした雰囲気があり、バンド全員で自然とそこに向かって行った。歌詞は椎名が担当し、編曲目的のリハーサルで皆と一緒に歌っているうちに浮かんだ映像や心情を基にストーリーを組み立てて行った。アレンジ・リハーサルの段階で「ここでとっておきの言葉を書くはずだから空けてくれ」と言ってサビの出口のフレーズの部分にブレイクを作ってもらい、そこに「終わらせないで」「あきらめさせて」という決め台詞を入れた。
「女の子は誰でも」は資生堂「マキアージュ」のCMソングというオファーありきで作られた。クライアント側からは音楽的にはほとんど何も言われず、オーダーは「キャッチコピーが決まっているので”ヴァージン”という言葉を使って欲しい」ということだけだった。こちらもそれまでの東京事変には全くないタイプの曲だが、編曲は服部隆之が手掛けている。椎名が第三者が編曲したものを東京事変がプレイするということをやってみたくて服部に依頼することを提案し、メンバーからの承諾を得て制作された。椎名は事変メンバーだけのデモを渡して服部とバンド以外の楽器の編成について話し合い、どの楽器が何人分入るか、どの楽器はあきらめてどれは必ず入れるかなどを伝えた。歌詞中の”女の子”という言葉に関しては、昔なら使わなかったが今なら『音楽が恵んでくれた言葉ならば』と受け取れたので使えたと語っている。

## 収録曲
1. 空が鳴っている（Reverberation）
江崎グリコ「ウォータリングキスミント」CMソング。
仮タイトルは「breast（ブレスト）」[6]。
2. 女の子は誰でも（Fly Me To Heaven）
資生堂「マキアージュ」CMソング。
編曲は作曲家の服部隆之が担当している。東京事変の楽曲でメンバー以外が編曲を行うのは本楽曲が初めて[7]。作曲の際、椎名は松浦亜弥が歌うことをイメージして作ったとのこと[8]。
ソロとして第62回NHK紅白歌合戦（2011年12月31日放送）に出演した椎名林檎が、NHK連続テレビ小説『カーネーション』の主題歌「カーネーション」と本楽曲を「カーネーション - 紅組なら誰でも」としてメドレーで披露した[9]。

### 楽曲クレジット
| 全作詞: 椎名林檎。 |                    |           |           |          |      |
| #                  | タイトル           | 作詞      | 作曲      | 編曲     | 時間 |
| 1.                 | 「空が鳴っている」 | 椎名林檎  | 亀田誠治  | 東京事変 | 3:50 |
| 2.                 | 「女の子は誰でも」 | 椎名林檎  | 椎名林檎  | 服部隆之 | 3:56 |
| 合計時間:          | 合計時間:          | 合計時間: | 合計時間: | 7:46     |      |

### 演奏
| 「空が鳴っている」 - 東京事変 - ボーカル：椎名林檎 - キーボード&ギター：伊澤一葉 - ギター：浮雲 - ベース：亀田誠治 - ドラムス：刄田綴色 - レコーディング&ミキシング・エンジニア：井上雨迩 | 「女の子は誰でも」 - 東京マジカルビッグバンド - ボーカル、キーボード、ギター、ベース、ドラムス：東京事変メンバー - トランペット：西村浩二、菅坡雅彦、小林正弘 - トロンボーン：広原正典、鹿討奏、野々下興一 - アルトサックス：ボブ・ザング - テナーサックス：吉永寿 - バリトンサックス：上里稔 - フルート：高桑英世 - パーカッション：川瀬正人、藤井珠緒 - ハープ：朝川朋之 - 指揮：服部隆之 - レコーディング&ミキシング・エンジニア：井上雨迩 |

## 別バージョン
以下の2曲は、前述の活動自粛の際にメンバーたちのアレンジ・デモをもとに制作されたバージョンで、東京事変ではなく、あくまで「椎名林檎」名義。原曲に代わってコマーシャルで使用された。ともにドラムは使用されていない。未音源化曲。
空が鳴っている〜深海版〜
アレンジは椎名が新たにソロで手がけたもので、ピアノの音が印象的なアコースティックバージョン。テンポも遅くなり、キーも変更されている。
制作は椎名と浮雲の2人で行っている。録って出しの要領で次々にCM監督の児玉裕一に音源を送り、助言を受けてはやり直すという繰り返しで完成させた。
女の子は誰でも〜素肌編〜
ピアノ伴奏のみのスウィングジャズバージョン。

## カバー
| アーティスト             | 収録作品                                                 | 発売日         | 備考           |
| 女の子は誰でも           | 女の子は誰でも                                           | 女の子は誰でも | 女の子は誰でも |
| ------------------------ | -------------------------------------------------------- | -------------- | -------------- |
| 一ノ瀬志希（藍原ことみ） | 『THE IDOLM@STER CINDERELLA MASTER Cute Jewelries! 003』 | 2016年6月1日   |                |